# Jevgenij Pasjukanis
Jevgenij Bronislavovitj Pasjukanis (ryska:  Евгений Брониславович Пашуканис; litauiska: Eugenijus Pašukanis), född 23 februari 1891 i Staritsa i guvernementet Tver, död 4 september 1937 i Moskva, var en sovjetisk jurist och rättsteoretiker som är känd för sitt verk Allmän rättslära och marxism.

## Biografi
Pasjukanis var av litauiskt ursprung och gick med i Rysslands socialdemokratiska arbetareparti i Sankt Petersburg när han var 17 år gammal. År 1909 började han att studera juridik i Sankt Petersburg. På grund av sin politiska aktivism tvingades han lämna att Ryssland och reste 1910 till Tyskland och fortsatte sina juridikstudier i München.
Under första världskriget återvände Pasjukanis till Ryssland och 1914 deltog han i att formulera socialdemokraternas opposition mot kriget. Efter oktoberrevolutionen 1917 gick Pasjukanis med i det nybildade Rysslands kommunistiska parti. I augusti 1918 blev han domare i Moskva och inledde samtidigt sin karriär som jurist i den nya sovjetstaten, där han etablerade sig som en av de ledande juristerna inom den sovjetiska rättsvetenskapen. År 1924 publicerade han det uppmärksammade verket Allmän rättslära och marxism, i vilket han riktar kritik mot bland annat Karl Renners socialfunktionalism och Hans Kelsens rättspositivism; han ställer frågan varför vissa sociala relationer får en juridisk form och han sökte svaret i den marxistiska varuteorin. Pasjukanis blev känd för att jämföra lagens funktion under socialismen med en tågtidtabell och antog att i takt med kommunismens framväxt skulle behovet av lagar vittra bort, i likhet med resten av statsapparaten.
I takt med att Stalin steg till makten hamnade Pasjukanis i onåd och under 1930-talet tvingades han att framföra självkritik. Den 20 januari 1937 arresterades Pasjukanis och ersattes av sin främste rival Andrej Vysjinskij som chef för institutet för uppbyggnad och lag. Pasjukanis anklagades för att vara trotskist och avrättades senare samma år. Han rehabiliterades postumt först under Chrusjtjovs avstalinisering 1956. Han är den ende sovjetiske rättsteoretikern som nått ryktbarhet utanför Sovjetunionen.

## Verk i översättning
- Pašukanis, Evgenij Bronislavovič (1975) (på danska). Almen retslære og marxisme. København. Libris 7728259. ISBN 87-87437-14-7